# 第12機械化歩兵師団 (ギリシャ軍)
第12機械化歩兵師団（だい12きかいかほへいしだん、英:12th Mechanized Infantry Division）は、ギリシャ陸軍の師団でトラキアに基地を置いている。設立年月日不明。

## 編成
- 司令部中隊
- 第12通信大隊
- 第3装甲騎兵大隊
- 第41歩兵連隊
- 師団砲兵コマンドユニット
  - 第156自走砲大隊
  - 第187観測砲兵中隊
  - 司令部中隊
- 第7機械化歩兵旅団
- 第31機械化歩兵旅団